# Crazy Elephant
Crazy Elephant war eine kurzlebige US-amerikanische Bubblegum-Band, die 1969 mit Gimme Gimme Good Lovin’ ihren größten Hit hatte. 

## Bandgeschichte
Die Musikproduzenten Jerry Kasenetz und Jeff Katz von Super K Productions hatten Crazy Elephant aus Studiomusikern zusammengestellt; in der Presse vermarkteten sie die Band als eine Gruppe walisischer Bergmänner. Leadsänger war meist Robert Spencer (vormals bei den Cadillacs); bei There Ain’t No Umbopo übernahm Kevin Godley (später bei 10cc) den Leadgesang. Zu Promotionszwecken wurde auch eine Tourband zusammengestellt. 
1969 erschien auch ein Album namens Crazy Elephant; die mitwirkenden Musiker waren:
- Robert Spencer (Gesang)
- Kenny Cohen (Flöte, Saxofon, Gesang), der später mit den Eagles, Santana, Rod Stewart und B. B. King auftrat
- Bob Avery (Schlagzeug), später bei The Music Explosion
- Larry Laufer (Keyboards, Gesang)
- Hal King (Gesang)
- Ronnie Bretone (Bass)

## Diskografie

### Album
- 1969: Crazy Elephant

### Singles
- 1967: The Right Girl / Your Cheatin’ Heart
- 1969: Gimme Gimme Good Lovin’ / Dark Part Of My Mind
- 1969: Sunshine, Red Wine / Pam
- 1969: Gimme Some More / My Baby (Honey Pie)
- 1969: There’s A Better Day A-Comin’ (Na Na Na Na)  / Space Buggy
- 1970: Landrover / There Ain’t No Umbopo